# Инга из Вартейга
Инга Олафсдоттер из Вартейга (норв. Inga Olafsdatter fra Varteig; 1185, Вартейг — 1234, Берген) — любовница короля Норвегии Хакона III, мать короля Хакона IV Старого.

## Биография
Инга из Вартейга в Эстфолле вступила в отношения с королём Хаконом III, который в конце 1203 года посещал соседний Борг (ныне Сарпсборг). Король Хакон умер в начале 1204 года. Его правление было отмечено борьбой между фракциями баглеров и биркебейнеров за контроль над Норвегией. Королю Хакону наследовали сначала его племянник Гутторм Сигурдссон, а затем избранный Инге Бордссон.
Вскоре после смерти Хакона, Инга родила сына, который, как она утверждала, был ребёнком недавно умершего короля. Заявление Инги было поддержано несколькими последователями биркебейнеров короля Хакона. Однако это заявление поставило её и сына в опасное положение. Группа биркебейнеров бежала в середине зимы 1205—1206 годов с Ингой и её сыном из Лиллехаммера в восточную Норвегию по горам. Они передвигались на беговых лыжах на север через Эстердален в Трёнделаг, где нашли защиту у короля Инге.
После смерти короля Инге в апреле 1217 года Инга успешно прошла испытание калёным железом, и доказала права сына на престол. Её сын Хакон вступил на норвежский престол в возрасте 13 лет. Инга тяжело заболела и умерла в Бергене до Рождества 1234 года.